# Starlite
Starlite és un material semblant al plàstic capaç de suportar grans temperatures sense modificar-se. Ja no és que no es fongui, sinó que una vegada es retira del contacte amb aquestes altes temperatures, el seu tacte és fred. Va ser inventat pel químic aficionat Maurice Ward (1933-2011) durant els anys 1970 i 1980, i va rebre molta publicitat en 1993 gràcies a la cobertura al programa de la ciència i la tecnologia "Tomorrow's World". El nom del material Starlite és degut a uns dibuixos animats de l'època que eren els preferits de la neta de Ward, Kimberly.
Malgrat l'interès de la NASA i d'altres grans companyies tecnològiques, Maurice Ward mai va revelar la composició de Starlite, que encara es desconeix. Una vegada va esmentar que algun membres de la seva família coneix el procés de fabricació, però després de la seva mort, ni la seva esposa ni cap de les seves quatre filles han fet res per demostrar que coneixen el procés.

## Propietats
Amb les proves efectuades s'ha comprovat que Starlite és capaç de resistir l'atac per un raig làser que podria produir una temperatura de 10.000 graus Celsius. Les demostracions en viu en el Tomorrow's World i la BBC-Radio4 van mostrar que Starlite podia mantenir un ou (recobert amb el material) prou fred per ser subjectat amb la mà nua i treure'n el rovell encara cru, fins i tot després d'estar cinc minuts sota el foc d'un bufador. També evitaria que el bufador danyés una mà humana.
Marcos Miodownik, científic de materials, descriu a Starlite com un dels materials que més li agradaria veure directament.

## Comercialització
Maurice Ward va permetre diverses Organitzacions com "l'Establiment d'Armes Atòmiques" i "ICI" per realitzar proves en mostres, però no els va permetre conservar-les per temor a l'enginyeria inversa. Maurice Ward volia conservar-ne la propietat del 51% de la fórmula, a causa de tenir la creença que aquesta tecnologia valia milers de milions de dòlars.
Encara que Maurice Ward, va afirmar en converses amb diverses organitzacions com la NASA, que era molt protector de la composició per por de perdre'n el control dels drets sobre el material. En el moment de la seva mort (maig de 2011), no semblava haver-hi cap comercialització de Starlite, i la formulació del material no s'ha llançat al públic.

## Composició
Composició de Starlite és un secret molt ben guardat, però es diu que conté una varietat de polímers (orgànics) i co-polímers amb dos additius orgànics i inorgànics, incloent borats i petites quantitats de ceràmica i altres ingredients de barrera especials (fins a 21 en total). Potser únicament per a un material d'afirmat ser tèrmica i l'ona expansiva a prova, que s'afirma que és no totalment inorgànic, però fins al 90 per cent orgànics.

## Material termoprotector
Aquesta invenció va guanyar molta publicitat en la dècada de 1990, després d'aparèixer al programa de la televisió britànica Tomorrow's World, aïllant de la calor del bufador un ou cobert de Starlite. Després de 5 minuts de contacte directe amb la flama, es va tallar l'ou, mostrant que estava completament cru. L'invent va funcionar correctament, l'ou ni tan sols va començar a cuinar-se. Maurice Ward va repetir la prova en diversos vídeos de Youtube.